# České referendum o Ústavě pro Evropu

Mapa evropských zemí s výsledky hlasování o Evropské ústavě:
Ratifikováno
Odmítnuto
Nerozhodovalo se

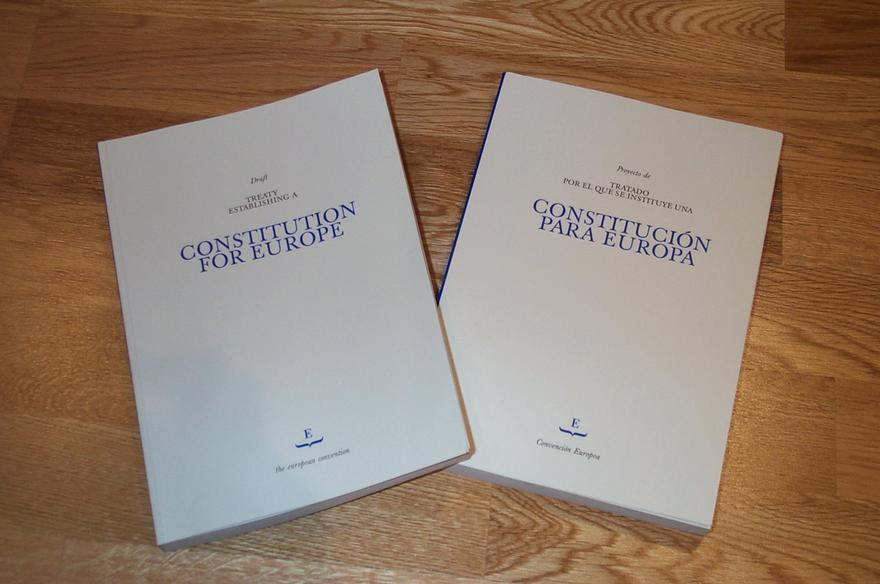
Dva výtisky Ústavy pro Evropu

České referendum o Ústavě pro Evropu bylo plánované a nikdy neuskutečněné referendum, které se mělo konat v České republice v roce 2006. Ústava pro Evropu byl dokument, který měl doplnit mezinárodní smlouvy zakládající Evropskou unii, prohloubit evropskou integraci a také rozšířit pravomoci Evropské unie. Vzhledem k právní povaze Ústavy pro Evropu (mezinárodní smlouva, která je zároveň ústavou) byl v mnoha státech Evropské unie nutný souhlas jejich obyvatel v referendu. V roce 2005 proběhla referenda o Ústavě pro Evropu ve čtyřech státech. Ústava byla v referendu schválena ve Španělsku a Lucembursku, některé státy smlouvu o Ústavě pro Evropu ratifikovaly bez referenda, nicméně ve Francii a Nizozemsku byla Ústava v referendech odmítnuta. V reakci na dvě neúspěšná referenda byla další jednání o Ústavě pro Evropu zastavena a plánovaná referenda v Česká republice i dalších zemích se proto nikdy neuskutečnila. Ústava pro Evropy byla nahrazena Lisabonskou smlouvou, přijatou v roce 2007, která ale již neměla povahu Ústavy a ve většině států Evropské unie o ní nebylo vyhlášeno referendum.
Česká vláda se v roce 2005 snažila přijmout ústavní zákon, který by umožnil vyhlásit jednorázové referendum ohledně Ústavy pro Evropu. Názory na to, zda by se měla Ústava přijmout rozdělil českou politickou scénu - ČSSD, KDU-ČSL a Strana zelených si přály širší evropskou integraci a přály si Ústavu pro Evropu přijmout, tradičně euroskeptická ODS byla proti. Po zrušení jednání o Ústavě pro Evropu kvůli neúspěšným referendům ve Francii a Nizozemsku bylo plánování referenda v České republice zrušeno.

## Průzkumy veřejného mínění
Tabulka srovnávající výsledky různých průzkumů veřejného mínění ohledně postojů k přijetí Ústavy pro Evropu v České republice, srovnávající různá období a agentury:
| Datum průzkumu        | Agentura       | Podíl občanů pro Ústavu | Podíl občanů proti Ústavě |     |     |
| --------------------- | -------------- | ----------------------- | ------------------------- | --- | --- |
| Datum průzkumu        | Agentura       | 2–10. dubna 2007        | STEM                      | 40% | 57% |
| 24. března 2007       | Open Europe    | 27%                     | 49%                       |     |     |
| 1–6. června 2005      | STEM           | 48%                     | 52%                       |     |     |
| 2. června 2005        | Factum Invenio | 31.5%                   | 33.7%                     |     |     |
| 18–25. dubna 2005     | CVVM           | 41%                     | 33%                       |     |     |
| Říjen - Listopad 2004 | TNS Opinion    | 63%                     | 18%                       |     |     |